# Leistungsmedizin und Wehrergonomie
Das Institut für Leistungsmedizin und Wehrergonomie wurde im Jahr 2006 am Heeresspital in Wien gegründet.
Die Leistungsmedizin beschäftigt sich primär mit dem aktuellen Ist-Stand und der Verbesserung der körperlichen Leistungsfähigkeit eines Menschen.
Beim Österreichischen Bundesheer (ÖBH) werden speziell auch die Belastungsmuster militärischer Anforderungen messtechnisch erfasst und daraus resultierende körperliche Anforderungsprofile erstellt. Dies erfolgt, um Auswahlverfahren und einsatzorientierte Ausbildung zu optimieren. Dazu werden Methoden der Sportmedizin, der Arbeitsphysiologie, der Sportwissenschaft und der Physiotherapie angewendet.
Weitere Aufgaben der Leistungsmedizin bestehen in der Betreuung von Sportlern des ÖBH und in der Wahrnehmung von vorsorgemedizinischen Aufgaben in Bezug auf Fitness und gesundheitsorientierten Lebensstil.
Die Wehrergonomie beschäftigt sich mit der Verbesserung der Schnittstelle Soldat – Gerät – Ausrüstung. Dieser Bereich, der derzeit nur ganz rudimentär wahrgenommen werden kann, sollte am Heeresspital eigentlich besser Medizinische Wehrergonomie heißen.
Seit 1991 besteht eine interdisziplinäre Forschungsgruppe, die sich mit den oben genannten Themenbereichen und der Stressforschung beschäftigt.
Für EDV qualifizierte Absolventen einer Höheren Technischen Lehranstalt und Sportwissenschafter besteht die Möglichkeit, ihren Grundwehrdienst an diesem Institut abzuleisten.